# Isole SSS
Per Isole SSS si intendono le tre isole, che ricadono sotto la sovranità del Regno dei Paesi Bassi, situate nell'arcipelago delle Isole Sopravento settentrionali, nelle Antille: Sint Maarten, Sint Eustatius e Saba. Tuttavia la parte settentrionale dell'isola di Saint Martin appartiene alla Francia mentre solo la parte meridionale è nazione costitutiva del regno, mentre Sint Eustatius e Saba sono due municipalità speciali dei Paesi Bassi.